# 青年共产主义联盟 (澳大利亚)
青年共产主义联盟（英語：Young Communist League，缩写为YCl）是澳大利亚共产党 (1996年)的青年翼。该组织成立于2014年五一劳动节。该组织以马克思列宁主义为指导思想。